# Basilinna
Basilinna és un gènere de petits ocells de la subfamília dels troquilins (Trochilinae), dins la família dels troquílids (Trochilidae). Aquests colibrís habiten en zones de bosc obert del sud dels Estats Units, Mèxic i Amèrica Central.

## Taxonomia
Segons la classificació del Congrés Ornitològic Internacional (versió 2.5, 2010) aquest gènere conté dues espècies.
- colibrí d'orelles blanques (Basilinna leucotis).[3]
- colibrí de Xantus (Basilinna xantusii).[4]